# 애런 하랑
애런 하랑(Aaron Michael Harang, 1978년 5월 9일 ~)은 미국의 전 프로 야구선수이다.

## 출신학교
- 샌디에이고 주립 대학교

## 경력 사항
- 2006년 내셔널리그 승리 1위
- 2006년 내셔널리그 탈삼진 1위